# Santa Cruz Michapa
Santa Cruz Michapa es un distrito del municipio de Cuscatlán Sur en el departamento de Cuscatlán, El Salvador. Según el censo oficial de 2024, tiene una población de 13.893 habitantes.

## Historia
Michapa era una aldea de ladinos que existía entre las localidades de San Salvador y Cojutepeque a mediados del siglo XVIII. Por Decreto Ejecutivo de 12 de agosto de 1872, fue erigido el pueblo de Santa Cruz que comprendía a los valles de Michapa, Las Ánimas y Los Rosales. 
Para enero de 1888, el gobernador José María Rivas informó que en Santa Cruz Michapa se estaba acopiando materiales para la construcción de su iglesia.
Para 1890 Santa Cruz Michapa tenía 1.600 habitantes. Obtuvo el título de villa el 13 de octubre de 2011, por medio de Decreto Legislativo publicado en el Diario Oficial del 8 de noviembre de ese año.

## Información general
El distrito cubre un área de 28,63 km² y la cabecera tiene una altitud de 720 m s. n. m. El topónimo náhuat Michapa su nombre original era Michinapan que significa "Río de los Peces" o “Donde Abundan los Peces". Las fiestas patronales se celebran en el mes de mayo en honor a la Santa Cruz.